# 塔克冰川

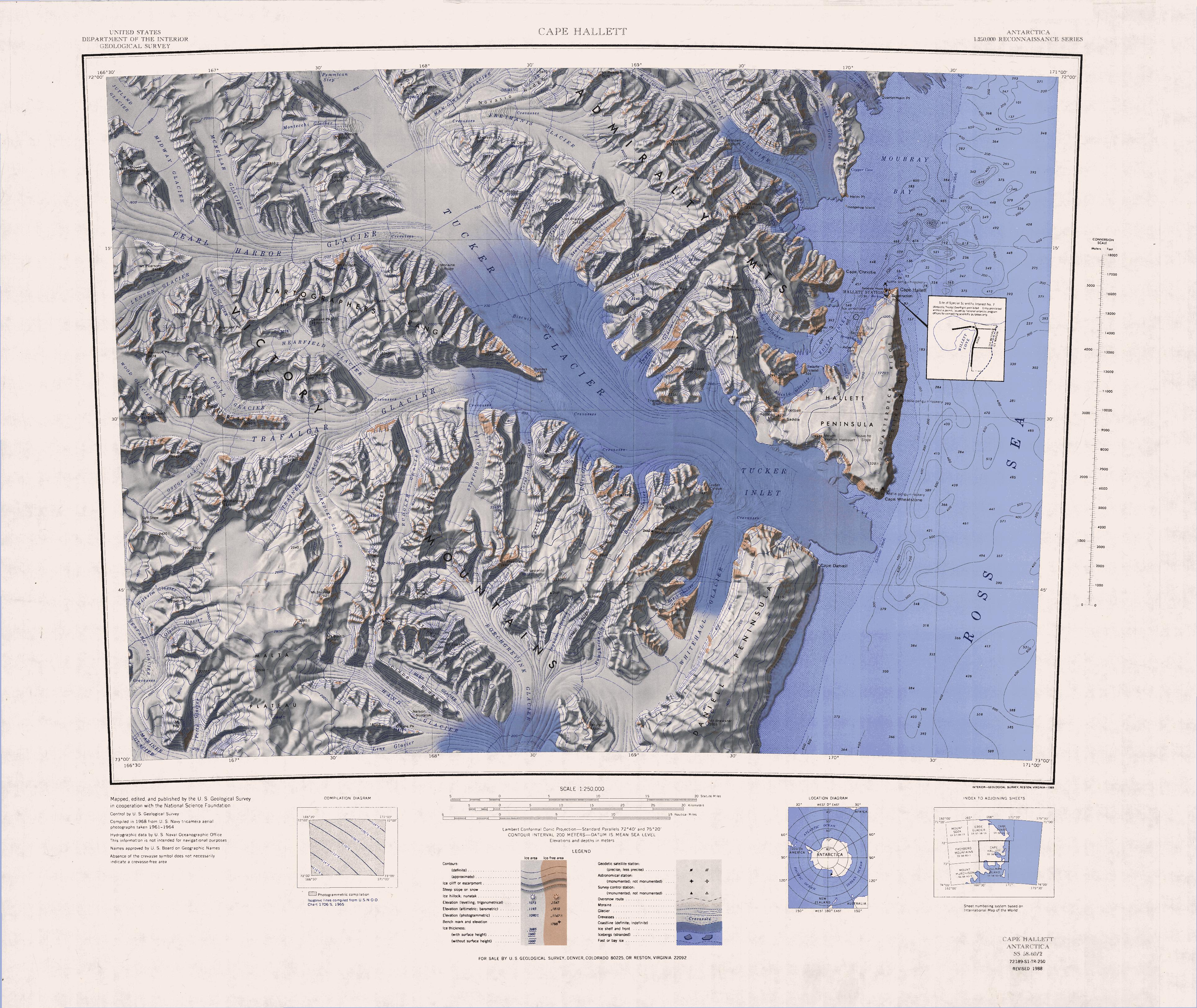
比例1：250000的哈勒特半島和塔克冰川地形圖。

塔克冰川（英語：Tucker Glacier）是南極洲的冰川，位於維多利亞地，長約144公里，流經阿德默勒爾蒂山脈和勝利山脈，最終注入羅斯海，該冰川由新西蘭探險隊命名。
72°32′S 169°15′E / 72.533°S 169.250°E